# Trnkov (Záběhlice)
Trnkov je kolonie rodinných domů, která se nachází v Praze 10-Záběhlicích v jejich severozápadní části, v klínu mezi železniční tratí 221, spojovací tratí z trati 210, Jižní spojkou a ulicí V Korytech. Ze severní a západní strany ji obtéká Slatinský potok, který v místech kolonie teče volně. Západně od Trnkova je bývalá dělnická kolonie Slatiny.

## Historie
Kolonie domů vznikla po skončení 1. světové války nejpozději do roku 1922. Ulice byly pojmenovány roku 1930, do té doby byla adresa „Trnkov I“. Výstavba probíhala ve směru západ–východ, východní konec ulice se napojoval na ulici V Korytech, za ní východním směrem pokračovala další zástavba rodinných domů v místech současné ulice Šalvějová. Většinou řadové domy s malými zahrádkami byly postaveny podél ulic Průhonická, Litochlebská, Chodovecká (později sloučená s Litochlebskou), Šeberovská a Vestecká. Další čtyři ulice Čenětická, Dobřejovická, Radějovická a Zdiměřická (uváděno k roku 1938) zanikly pravděpodobně při výstavbě nákladového obchvatu hlavního města Prahy, železniční jižní spojky, mezi roky 1958–1964; ulice Průhonická byla při této výstavbě odkloněna severovýchodním směrem. Zbylé domy v původní části ulice Průhonická při křižovatce s ulicí V Korytech pak byly zbořeny v 80. letech 20. století při druhé etapě výstavby Jižní spojky. Od svého vzniku měly domy čísla popisná.
Podle Územního plánu hlavního města Prahy z roku 1986 měl být Trnkov spolu s koloniemi Slatiny a Sedmidomky asanován.

### Doprava
Čtvrť je bez dopravy, zastávka MHD je až v ulici V Korytech u podjezdu pod Jižní spojkou.

### Zajímavosti
Z ulice V Korytech vede Průhonickou ulicí cyklostezka do Slatin, v Litochlebské ulici se na ni z jižní strany napojuje cyklostezka vedená podjezdem z ulice Jesenická v Záběhlicích.